# Amtsbezirk Korneuburg
Der Amtsbezirk Korneuburg war eine Verwaltungseinheit im Weinviertel in Niederösterreich.
Der Amtsbezirk war der Kreisbehörde in Korneuburg unterstellt und besorgte deren Amtsgeschäfte vor Ort. Die Zuständigkeit erstreckte sich neben Korneuburg auf die damaligen Gemeinden Bisamberg, Kleinengersdorf, Langenzersdorf, Enzersfeld, Ernstbrunn, Floridsdorf, Obergänserndorf, Hagenbrunn, Harmannsdorf, Jedlersdorf, Jedlersee, Karnabrunn, Kreuzstetten, Leobendorf, Oberrohrbach, Großrußbach, Seebarn, Simonsfeld, Stammersdorf, Stetten, Strebersdorf, Tresdorf, Wetzleinsdorf und Würnitz.
Der Amtsbezirk umfasste dabei 25 Gemeinden mit 20.411 Einwohnern (lt. Zählung von 1851).